# Human Rights Protection Party
De Human Rights Protection Party (HRPP) is een Samoaanse politieke partij die geleid wordt door Tuila'epa Sailele Malielegaoi. Sinds 1982 is de HRPP de dominante partij in de Samoaanse politiek.
De HRPP werd in 1979 opgericht door Va'ai Kolone en Tofilau Eti Alesana, die beiden voor het eerst premier werden in 1982, om weerwerk te bieden aan de toenmalige regering van Tufuga Efi (de latere O le Ao o le Malo).
Bij de parlementsverkiezingen van 2001 kreeg de partij 23 van de 49 zetels. Vijf jaar later groeide dat aantal nog verder aan tot 35, en in 2011 en 2016 behaalde de partij een absolute meerderheid. Sinds de verkiezingen van 2021 beschikt de partij over 25 van de 51 parlementszetels. Daarmee belandde de HRPP (na een constitutionele crisis) voor het eerst in de oppositie.